# Wojciech Baranowicz
Wojciech Baranowicz (ur. 25 stycznia 1954) – polski siatkarz, reprezentant Polski. Pięciokrotny mistrz Polski (1976, 1978, 1980, 1981, 1982)

## Kariera sportowa
Jest wychowankiem Lechii Tomaszów Mazowiecki. W ekstraklasie debiutował w barwach AZS Olsztyn w sezonie 1973/1974. Z klubem z Olsztyna zdobył mistrzostwo Polski w 1976 i 1978, wicemistrzostwo Polski w 1974 i 1977, brązowy medal mistrzostw Polski w 1975. Po sezonie 1978/1979, w którym zajął z drużyną 5. miejsce, przeniósł się do Gwardii Wrocław. Z klubem z Wrocławia wywalczył mistrzostwo Polski w 1980, 1981 i 1982 oraz wicemistrzostwo Polski w 1983 i 1984. W latach 1984–1986 występował w drugoligowej włoskiej drużynie Valeo Mondově.
Z reprezentacją Polski juniorów wywalczył wicemistrzostwo Europy w 1971 i brązowy medal mistrzostw Europy w 1973. W reprezentacji Polski seniorów debiutował 21 kwietnia 1976 w towarzyskim spotkaniu z NRD. Znajdował się w 14-osobowej kadrze przed Igrzyskami Olimpijskimi w Montrealu (1976), ale ostatecznie nie pojechał na te zawody. Po rozegraniu kilkunastu meczów w kadrze w 1977 kolejny raz zagrał w polskiej drużynie dopiero w czerwcu 1982. Następnie wystąpił na mistrzostwach świata w 1982, zajmując z drużyną szóste miejsce. Ostatni raz w biało-czerwonych barwach wystąpił 25 maja 1983 w towarzyskim spotkaniu z Czechosłowacją. Łącznie dla Polski zagrał w 62 spotkaniach.
Jest ojcem siatkarza Michele Baranowicza.